# Cheloderus
Cheloderus is een kevergeslacht uit de familie van de boktorren (Cerambycidae). De wetenschappelijke naam van het geslacht werd voor het eerst geldig gepubliceerd in 1832 door Gray.

## Soorten
Cheloderus omvat de volgende soorten:
- Cheloderus childreni Gray, 1832
- Cheloderus penai Kuschel, 1955